# Citerón (mitología)
En la mitología griega, Citerón (Κιθαιρών) es un rey de Platea (Beocia) que gobernó antes que Asopo. Dio su nombre al famoso monte Citerón, entre Beocia y el Ática, y a un río que también tenía su mismo nombre. No se indica quiénes eran los padres de Citerón.
En una ocasión en que Hera estaba enfadada con Zeus, Citerón aconsejó a este que hiciera una estatua de madera y la vistiera de forma tal que se pareciese a Platea, la hija de Asopo, y luego la llevase en su carro. Cuando Hera vio a la que se figuraba era su rival, se abalanzó sobre ella y, cuando descubrió la realidad, entendió la indirecta y se reconcilió con su marido. Para celebrar este episodio se estableció una festividad llamada Dédala en la ciudad.
Un mito cuenta que Tisífone se enamoró del joven hermoso Citerón y no pudiendo contener la impaciencia de sus deseos, le declaró su amor en una carta, a la que él no respondió. Entonces la erinis, errando en su designio, tiró de una de las serpientes y la arrojó sobre el joven, que guardaba sus ovejas en la cima del monte Asterión; la serpiente se enroscó en su cuello y lo ahogó hasta la muerte. Desde entonces, por voluntad de los dioses, al monte se le llamó Citerón.
Citerón es también el dios de la montaña anterior. En una ocasión participó en un concurso de canto frente al dios del monte Helicón. El canto de Citerón versaba sobre cómo Zeus había sido escondido para protegerlo de su padre, y recibió la mayoría de los votos de los dioses que formaban el jurado, así como sus bendiciones. Enfurecido, el Helicón arrancó una roca de la montaña, haciéndola retumbar, y quejándose lastimosamente la golpeó resquebrajándola en cientos de piedras.